# Battaglia di Hohenlinden
La battaglia di Hohenlinden fu combattuta il 3 dicembre 1800 nei pressi dell'omonima località, vicino a Monaco di Baviera, tra le truppe austro-bavaresi, al comando del diciottenne arciduca Giovanni d'Asburgo-Lorena e del generale Lauer, e l'Armata francese del Reno, al comando del generale Jean Victor Marie Moreau. La battaglia, conclusasi con una vittoria francese, costrinse l'Austria ad un armistizio e contribuì significativamente alla fine del conflitto.

## Contesto storico
A seguito dell'invasione dell'Egitto da parte di Napoleone, le varie nazioni europee si organizzarono in una seconda coalizione anti-francese, comprendente al suo interno Inghilterra, Russia ed Austria. Ad avviare il conflitto fu il Regno di Napoli, che invadendo i territori della Repubblica Romana costrinse i francesi a scendere in Italia a proteggere la repubblica alleata.
Dopo una rapida iniziale vittoria sul fronte italiano, l'effettivo ingresso in guerra delle maggiori potenze dell'Europa continentale complicarono notevolmente la situazione. Dal singolo fronte nel sud Italia si passò a due fronti distinti: tedesco-svizzero ed italiano.
Il fronte italiano, decisamente il più movimentato, vide a fasi alterne il predominio di uno schieramento sull'altro. Dopo un iniziale serie di successi francesi, gli austro-russi erano riusciti a riconquistare la pianura padana e a costringere i francesi in ritirata, bloccandoli in un lungo assedio a Genova.
Il fronte settentrionale, dove erano presenti truppe austriache e bavaresi, fu inizialmente affidato al generale Jourdan. Il generale fece avanzare le proprie truppe nella Foresta Nera, penetrando nel cuore della Germania meridionale, ma dopo una ripetuta serie di sconfitte decise di rinunciare al comando nei primi mesi del 1799. Dopo le dimissioni di Jourdan, la gestione del fronte fu affidata all'Armata d'Helvetia e al generale Massena, che bloccò l'avanzata degli alleati in Svizzera. Successivamente, dimostrando le sue ottime doti da comandante, surclassò nella seconda battaglia di Zurigo le truppe russe, infliggendo loro pesantissime perdite e sostanzialmente costringendoli ad abbandonare la coalizione. I resti dell'Armata d'Helvetia furono convogliati, assieme a quelli dell'Armata del Danubio, nell'Armata del Reno, principale forza francese lungo il fronte settentrionale.
La catena di comando dell'Armata del Reno, invece, rimase a lungo incerta e le operazioni dal lato francese rimasero ferme sino all'anno seguente. Dopo il colpo di Stato del 18 brumaio, Napoleone decise di affidare il fronte settentrionale a Moreau, in segno di gratitudine per il supporto ricevuto.

## Antefatti
Dopo il colpo di Stato del 18 brumaio, la situazione nel fronte tedesco era venuta a cambiare: la nuova armata, sotto il comando di Moreau, si apprestava ad attraversare il Reno e a riprendere le ostilità con gli austro-bavaresi. Dopo aver faticosamente marciato attraverso la Foresta Nera ed aver sconfitto gli austriaci due volte, il 9 giugno 1800, l'esercito attraversava il Danubio ad Hoechstadt, costringendo gli austriaci a retrocedere prima sul fiume Isar e poi sull'Inn, fino ad un armistizio firmato a Pardorf il 15 luglio 1800. Inizialmente, l'offensiva sul fronte settentrionale si sarebbe dovuta svolgere con largo anticipo, in combinazione con una manovra dell'Armata di Riserva di Napoleone, ma Moreau, troppo prudente e titubante, ritardò, costringendo Napoleone ad agire in solitaria.
Nonostante le truppe austriache sui fronti italiano e tedesco facessero fatica a contenere l'avanzata francese, il cancelliere Thugut sperava di poter proseguire la guerra: mentre intavolava una lenta trattativa di pace con i francesi, otteneva fondi e risorse dall'Inghilterra per proseguire le ostilità. Visti i pessimi risultati sul fronte tedesco, l'Imperatore mise al comando dell'armata il giovane Arciduca Giovanni d'Asburgo-Lorena, a cui vennero affiancato come consulente il generale von Lauer ed il generale Franz von Weyrother come secondo in comando.
Mentre Moreau frazionava il proprio esercito e lo disponeva lungo il fiume Inn, l'esercito austriaco avanzò, cogliendo di sorpresa le truppe francesi ad Ampfing e forzandole in una ritirata. L'esercito austriaco si divise in quattro colonne e si mise in marcia attraverso una foresta particolarmente fitta, perdendo la propria coesione, all'inseguimento di un nemico che credevano essere in fuga.

## Piani di battaglia

### Esercito francese
Dopo la sconfitta ad Ampfing, Moreau radunò le proprie forze attorno alla città di Hohenlinden con l'intenzione di difendere la posizione e contrattaccare gli austro-bavaresi al loro inseguimento. Il generale francese divise le sue forze in sette gruppi: quattro di questi (tra cui i gruppi comandati dai futuri marescialli Ney e Grouchy) avrebbero formato la principale linea di difesa da nord a sud, rivolta verso est, mentre la cavalleria pesante e due ulteriori divisioni avrebbero svolto da riserva. In particolare, le riserve di Richepanse avrebbero avuto il compito di aggirare l'esercito austriaco passando da nord-est o da sud-est a seconda dello svolgimento della battaglia e le riserve di Decaen avrebbero dovuto supportare la manovra.

### Esercito austriaco
Nonostante gli avvertimenti di von Lauer, che era scettico nell'idea di inseguire il nemico attraverso le foreste attorno a Hohenlinden, l'Arciduca decise di proseguire, supportato dal parere di von Weyrother, con la convinzione che il nemico fosse in rotta e le truppe francesi dinnanzi a loro fossero solo una debole retroguardia. Per velocizzare il passaggio dell'armata attraverso le foreste, divise l'esercito in quattro distinte colonne con meta fissata ad Hohenlinden, che al momento era in mano francese. Le colonne avanzarono separate: tre seguirono la strada principale, attraversando la foresta, mentre l'ultima, assegnata al generale von Kienmayer, aggirò la foresta da nord, giungendo alla piana di Hohenlinden da nord-est.

## La battaglia

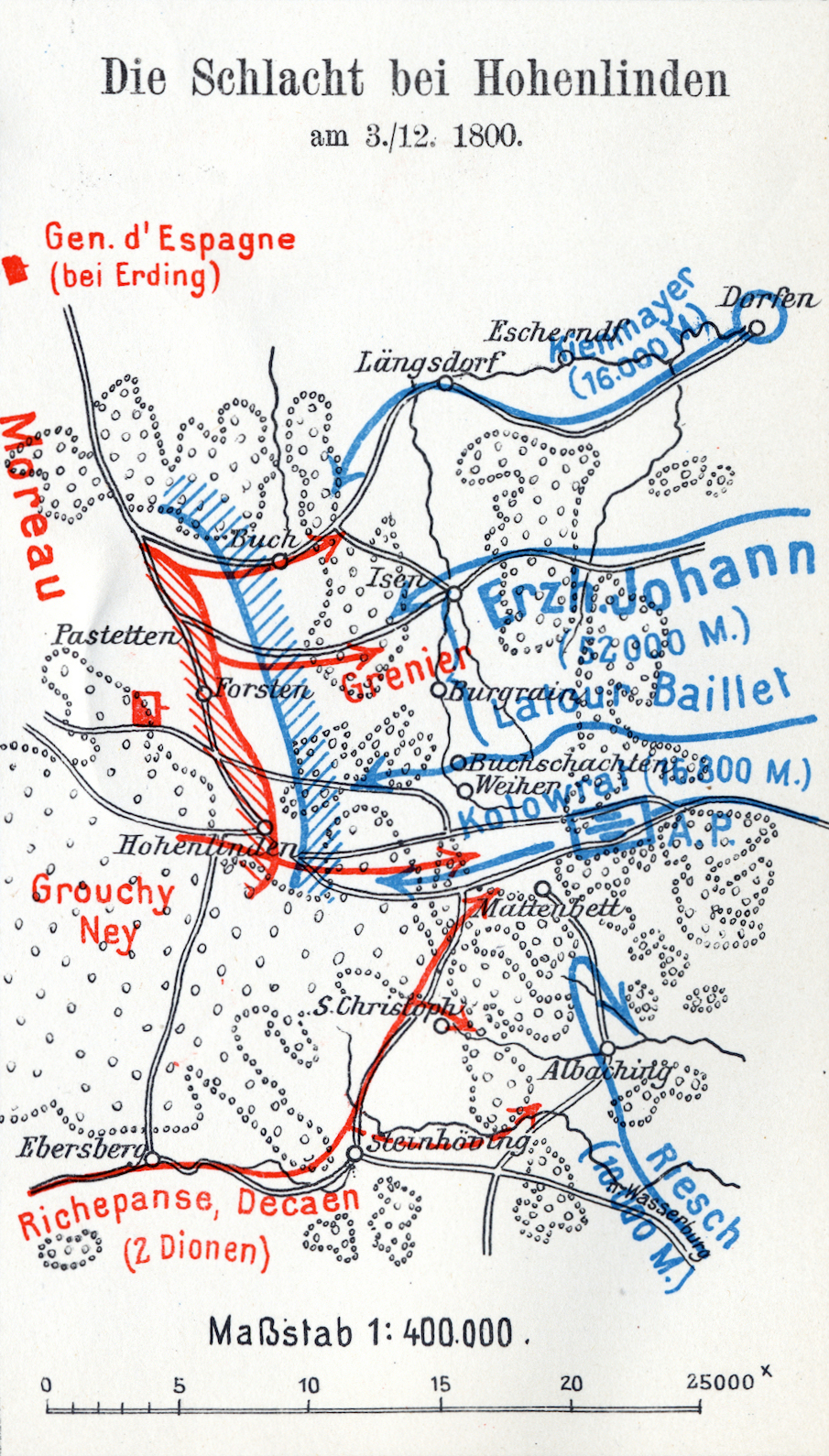
Schema della battaglia di Hohenlinden

La battaglia ebbe inizio nella prima mattina, verso le 7:00 quando l'avanguardia della colonna austriaca del generale Kollowrat venne a contatto con una linea di fanteria della divisione di Grouchy, una delle divisioni che Moreau aveva posizionato al centro dello schieramento. Non aspettandosi una così ostinata resistenza, le truppe austriache fuoriuscite dalla foresta furono velocemente messe alle strette dalle cariche di cavalleria e fanteria di Grouchy, tanto che Kollowrat fu costretto a ripiegare in attesa dell'arrivo di un'altra colonna austriaca. Tuttavia i rinforzi austriaci di Riesch e Latour erano così lontani che ben due squadroni dovettero essere inviati alla loro ricerca. A causa delle condizioni pessime del terreno, inizialmente innevato e poi fangoso a causa della marcia dei soldati delle altra colonne, Latour era ancora distante dalle retrovie della colonna di Kollowrat alle 10 del mattino, quando la battaglia era iniziata già da tre ore.
Parallelamente, le truppe francesi più a nord indietreggiavano verso le forze di Grenier, seguendo una manovra programmata. Le forze di von Kienmayer si divisero e ingaggiarono una feroce lotta per il possesso di alcuni paesini nei pressi della foresta, specialmente di Forstern, catturato e perso dagli austriaci più volte. Furono le divisioni di Ney e Bastoul ad occuparsi di questa sezione del fronte di battaglia. Proprio i rumori causati da questi scontri, convinsero Latour a prendere una decisione controversa: staccare dal proprio esercito alcuni gruppi e mandarli a rinforzare i vari settori, mentre il grosso delle sue truppe rimanevano in marcia verso Mittbach.
Più a sud, invece, Richepanse e Decaen iniziavano la loro marcia per aggirare le linee nemiche. Mentre la colonna di Richepanse era in marcia, verso le 9:30 fu improvvisamente attaccata da un gruppo di soldati austriaci, fuoriuscito dalla foresta. Questi battaglioni erano gli stessi precedentemente mandati alla ricerca di Riesch e si erano casualmente imbattuti nell'armata francese, spezzandola a metà. In questo momento Richepanse prese la corretta decisione di proseguire con la sua metà per terminare la manovra di accerchiamento, mentre un suo sottoposto, Drouet, si sarebbe occupato di tenere impegnati gli austriaci sino all'arrivo dei soccorsi di Decaen, rimasti più indietro. Il gruppo di Decaen arrivò verso le 11:00 e l'apporto di truppe fresche fu fondamentale per risolvere la scaramuccia in favore dei francesi.

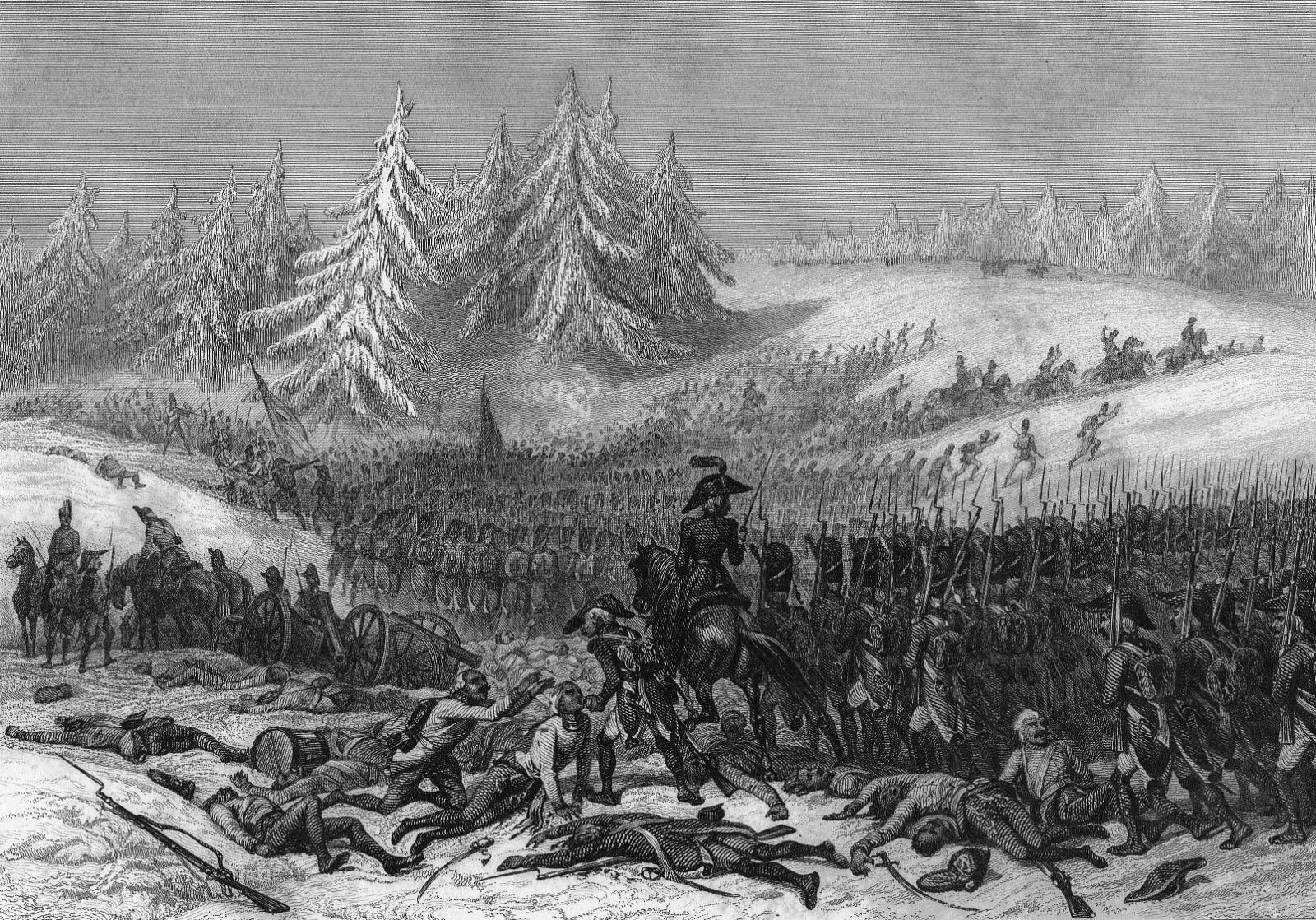
Marcia degli uomini di Richepanse nella battaglia di Hohenlinden

Decaen, dopo la conclusione del piccolo scontro, rivolse le sue forze a sud, nel tentativo di impedire all'ultima colonna austriaca, quella di Riesch, di entrare in battaglia: il generale imperiale aveva preferito attendere l'arrivo di tutte le sue forze, anche queste in forte ritardo a causa di neve e pessime strade, ad Albaching, prima di dividerle in 5 colonne e mandarle attraverso la foresta. Questo grave errore permise a Decaen, in possesso di una divisione decisamente più numerosa, di abbattere singolarmente le colonne dei sottoposti di Riesch e di costringerle a retrocedere sino al loro punto di partenza, lontano dal cuore della battaglia.
Sentendo la vittoria ormai vicina, Moreau ordinò di aumentare la pressione sulle truppe austriache al centro verso mezzogiorno. La colonna di Kollowrat, già pressata in precedenza da Ney e Grouchy, si ritrovò ad affrontare su un altro lato anche le forze di Richepanse, dissolvendosi in una fuga generalizzata e disordinata. Solo la divisione del principe Karl Philipp Schwarzenberg, che stava affrontando le forze di Ney, riuscì a ritirarsi dalla battaglia con un certo ordine. L'Arciduca, che si trovava in quella zona, riuscì a scappare solo grazie ad un cavallo particolarmente veloce, mentre le sue forze perdevano circa 60 pezzi di artiglieria.
Dopo che la notizia della distruzione della colonna di Kollowrat si diffuse agli altri reparti dell'esercito imperiale, i generali a comando delle colonne diedero ordine ai propri uomini di ritirarsi. Nonostante il valoroso comportamento sul campo, le truppe imperiali furono sconfitte. Nell'insieme le truppe imperiali persero 12 000 uomini, tra morti e prigionieri, e 50 pezzi di artiglieria, le truppe ausiliarie bavaresi persero 2 000 uomini e 26 pezzi.

## Conseguenze
La sconfitta fu decisiva: l'esercito austriaco si dissolse completamente e venne respinto indietro fino a Enns. L'Imperatore dovette perciò concludere lo sfavorevole armistizio di Steyr (25 dicembre 1800). Questa decisiva vittoria, assieme a quella di Napoleone Bonaparte nella battaglia di Marengo, avvenuta sei mesi prima, mise fine alle guerre della Seconda coalizione. Nel mese di febbraio 1801 l'Austria firmò il Trattato di Lunéville accettando il controllo francese sulla valle del Reno e la creazione degli stati satelliti della Repubblica Batava nei Paesi Bassi e della Repubblica Cisalpina in Italia.
Per quanto riguarda il generale Moreau, la sua titubanza e la sua decisione di contravvenire agli ordini di Napoleone misero in crisi i rapporti tra il generale ed il Primo Console. In breve tempo, attorno al generale si raduneranno gli oppositori del regime consolare e Moreau stesso verrà esiliato dalla Francia nel 1804 a causa di una tentata congiura.